# Laurel Awards
De Laurel Awards waren Amerikaanse filmprijzen, in het leven geroepen door het tijdschrift Motion Picture Exhibitor. Ze werden tussen 1951 tot 1971 (met uitzondering van 1969) jaarlijks uitgereikt aan de beste films en filmmakers van dat jaar.
De Golden Laurels werden door het Motion Picture Exhibitor Magazine door middel van een rondvraag onder Amerikaanse en Canadese bioscoopeigenaren vastgesteld. In tegenstelling tot andere filmprijzen als de Oscars en de Golden Globes was er geen uitreikingsceremonie, maar werd de uitslag jaarlijks in het Motion Picture Exhibitor Magazine gepubliceerd.

## Bekroonden
Beste film
- Patton: 1971, geen ander jaar toegekend[bron?]

Beste mannelijke acteerprestatie
- James Stewart: Het Stratton-verhaal 1950[bron?]

Beste vrouwelijke acteerprestatie
- June Allyson: Het Stratton-verhaal 1950

Beste vrouwelijke ster
- Doris Day: 1958, 1959, 1960, 1961, 1962, 1963, 1964[bron?]
- Elizabeth Taylor: 1965, 1966
- Julie Andrews: 1967, 1968
- Katharine Hepburn: 1970, 1971

Beste mannelijke ster
- Rock Hudson: 1958, 1959, 1960, 1962, 1963
- Burt Lancaster: 1961
- Cary Grant: 1964, 1966
- Jack Lemmon: 1965, 1967
- Paul Newman: 1968, 1970
- Dustin Hoffman: 1971

Beste mannelijke persoonlijkheid
- Peter O'Toole: Lawrence of Arabia 1963

Beste producer/regisseur
- Cecil B. DeMille: 1958
- Alfred Hitchcock: 1959, 1960, 1961, 1962, 1964, 1966, 1970, 1971
- Billy Wilder: 1963
- Mervyn LeRoy: 1965
- Robert Wise: 1967, 1968

Beste regisseur
- Fred Zinnemann: 1958, 1959, 1961, 1962, 1963, 1964
- Vincente Minnelli: 1960
- George Cukor: 1965
- David Lean: 1966
- Henry Hathaway: 1967
- Norman Jewison: 1968
- Mike Nichols: 1970, 1971